# Arnold Schwarzenegger
Arnold Alois Schwarzenegger (Thal, 30 juli 1947) is een Oostenrijks-Amerikaans acteur, filmproducent, ondernemer, ex-bodybuilder en oud-politicus van de Republikeinse Partij. Schwarzenegger was de gouverneur van Californië van 2003 tot 2011.

## Levensloop
Arnold Schwarzenegger werd geboren in Thal, vlak bij de Oostenrijkse stad Graz. Zijn vader Gustav, een voormalig lid van de Sturmabteilung, was het hoofd van de plaatselijke politie en overleed op 1 december 1972. Zijn moeder Aurelia overleed op 2 augustus 1998. Arnold had een oudere broer Meinhard, geboren op 17 juli 1946 en gestorven bij een auto-ongeluk op 20 mei 1971. Arnold heeft als dienstplichtig militair in 1965 een jaar gediend in het Oostenrijkse leger als tankchauffeur. Hij werd Amerikaans staatsburger in 1983 en haalde zijn bachelor aan de Universiteit van Wisconsin in International Marketing en Business Administration.
Schwarzenegger trouwde in 1986 met ex-NBC-televisiejournalist Maria Shriver, een dochter van Sargent Shriver, running mate van democraat George McGovern tijdens de Amerikaanse presidentsverkiezingen in 1972, en Eunice Kennedy Shriver. Zij kregen samen vier kinderen. Schwarzenegger gaf op 16 mei 2011 toe dat hij al tien jaar ook een buitenechtelijk kind heeft met zijn huishoudster. Na zijn gouverneurschap heeft hij zijn vrouw hierover ingelicht, wat ertoe leidde dat de twee uit elkaar gingen. In december 2021 werd de echtscheiding uitgesproken.
In februari 2011 maakte Schwarzenegger bekend dat hij terug zou keren naar Hollywood, hoewel hij een aantal jaren daarvoor zei geen grote rollen in films meer te ambiëren.
In oktober 2012 bracht Schwarzenegger een autobiografie uit met de titel Total Recall, het grootste gedeelte van het boek gaat over zijn successen in het leven als bodybuilder, acteur en gouverneur.

## Bodybuilding-titels

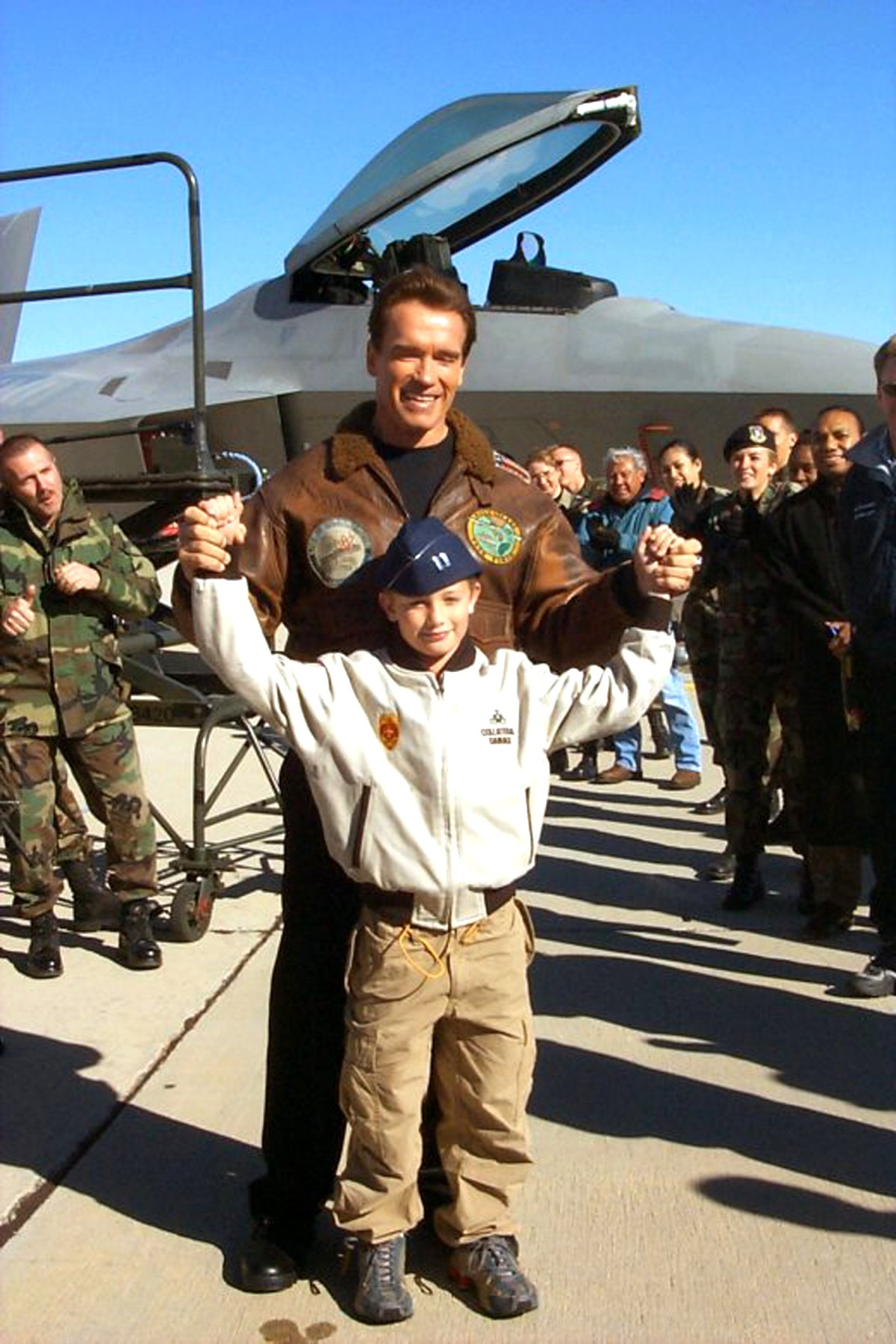
Schwarzenegger en zijn zoon

Tijdens zijn carrière als bodybuilder gebruikte Schwarzenegger anabole steroïden, naar eigen zeggen om zijn spiermassa te helpen herstellen na intensieve training. Anderen stellen echter dat hij anabolen ook gebruikte om spiermassa te kweken – een subtiel verschil. In 1990 werd het gebruik van anabolen strafbaar gesteld, en sindsdien zou hij ze niet meer hebben gebruikt.
| Jaar | Titel(s)                                                                      |
| ---- | ----------------------------------------------------------------------------- |
| 1964 | Jr. Mr. Austria                                                               |
| 1965 | Mr. Styria, Jr. Mr. Europe                                                    |
| 1966 | Mr. Europe Amateur, Best Built Man of Europe                                  |
| 1967 | NABBA Mr. Universe Amateur                                                    |
| 1968 | NABBA Mr. Universe Professional, IFBB Mr. Universe, IFBB Mr. International    |
| 1969 | NABBA Mr. Universe Pro, IFBB Mr. Universe Pro, Mr. Europe Professional        |
| 1970 | IFBB Mr. Olympia, NABBA Mr. Universe Professional, AAU Mr. World Professional |
| 1971 | IFBB Mr. Olympia                                                              |
| 1972 | IFBB Mr. Olympia                                                              |
| 1973 | IFBB Mr. Olympia                                                              |
| 1974 | IFBB Mr. Olympia                                                              |
| 1975 | IFBB Mr. Olympia                                                              |
| 1980 | IFBB Mr. Olympia                                                              |

## Arnolds sportfestival
De 'Arnold Classic' is een fitness- en bodybuildingwedstrijd, vernoemd naar Schwarzenegger, alsmede de 'Arnold Strongman Classic', waar de sterkste mannen ter wereld tegen elkaar strijden. Mark Henry, een professioneel worstelaar, won de eerste editie uit 2002. Žydrūnas Savickas uit Litouwen won zes maal achtereen de Arnold Strongman Classic (2003–2008) en vervolgens twee titels in 2014 en een in 2016. Op 7 maart 2017 werd de eerste Arnold Classic Disabled Strongman Competition gehouden, voor mensen met een beperking, handicap of ernstige ziekte. Een terminaal zieke vrouw van 45 zette meteen wereldrecord van 125 kg neer bij de deadlift. Op 3 en 4 maart 2017 was de Strongman Classic, waar Sterkste Man van de Wereld 2016 Brian Shaw er met de titel vandoor ging. Schwarzenegger is bijna altijd aanwezig bij alle competities die naar hem vernoemd zijn en moedigt mensen aan, ook in zijn tijd als gouverneur, waar hij als enthousiaste 'fan' in het publiek zat.

## Acteur
De eerste film waarin hij speelde, onder de naam Arnold Strong, was Hercules in New York uit 1970. Hij brak pas in 1982 door met Conan the Barbarian. Schwarzenegger speelt over het algemeen in grote actiefilms als The Terminator, Predator, Eraser en True Lies.

## Politicus

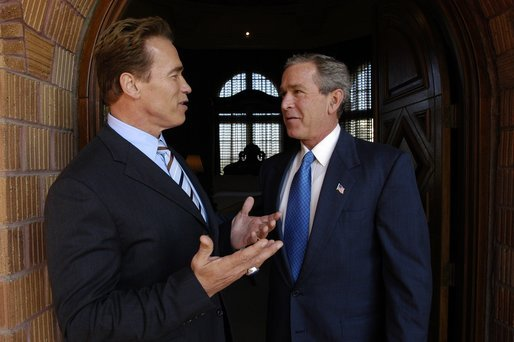
Schwarzenegger en president George W. Bush in 2003

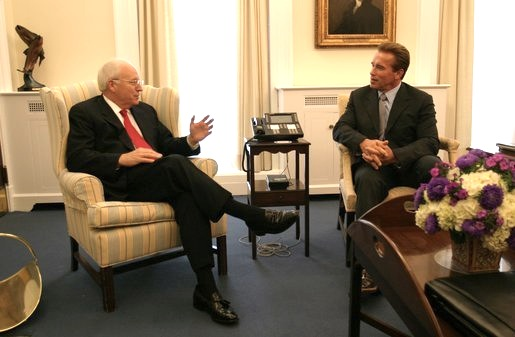
Schwarzenegger en vicepresident Dick Cheney in 2003

Schwarzenegger is Republikein, wat in de Amerikaanse filmindustrie ongebruikelijk is. Hij steunde president Ronald Reagan, de vroegere gouverneur van Californië.
In 2003 besloot Schwarzenegger een poging te doen om gouverneur van Californië te worden. Daartoe moest hij echter eerst de juist verkozen zittende gouverneur Gray Davis (een Democraat) verslaan in een zogenaamde recall election. Een dergelijke verkiezing kan volgens de wetten van Californië worden gehouden als 12% van het aantal stemmers dat aan de voorgaande verkiezingen had deelgenomen een petitie tekent om een recall election te houden. Schwarzenegger verweet Davis een gebrek aan leiderschap en stelde de deplorabele staat van de Californische economie aan de orde. Vanwege zijn grote bekendheid en populariteit lukte het Schwarzenegger inderdaad het benodigde aantal handtekeningen bij elkaar te krijgen. Hij stelde zich kandidaat voor de gouverneursverkiezingen in Californië op 7 oktober. Schwarzenegger werd gesteund door een campagneteam met onder anderen de Amerikaanse oud-minister van Buitenlandse Zaken George Shultz. Enkele dagen voor de verkiezingen raakte hij in opspraak door beschuldigingen van vroeger seksueel misbruik en van sympathieën voor Adolf Hitler, maar desondanks versloeg hij zittend gouverneur Davis.
Op 7 november 2006 werd Schwarzenegger herkozen voor een tweede ambtstermijn als gouverneur van de staat Californië. Hij was gouverneur tot 3 januari 2011, toen hij werd opgevolgd door Jerry Brown. Schwarzenegger mocht zich na twee termijnen niet opnieuw verkiesbaar stellen. Zijn aanhang onder het electoraat was in december 2010 trouwens geslonken tot 23%.
Van zijn verkiezingsbeloftes was niets terechtgekomen. Hij heeft geen enkele ter dood veroordeelde gevangene gratie verleend vanaf de dag dat hij gouverneur werd (er werden drie doodvonnissen voltrokken).
Het overheidstekort was tijdens zijn termijnen opgelopen van 4,5 miljard euro tot 19 miljard euro. Gevangenen werden vrijgelaten bij gebrek aan cellen en ook de scholen waren overvol. De "governator" zat jarenlang klem tussen de Democraten die niet verder wilden bezuinigen en de Republikeinen die de belastingen niet wilden verhogen. Wel oogstte hij lof voor zijn progressieve milieubeleid.

## Trivia
- Schwarzenegger was reeds op zijn 22e miljonair, als gevolg van een serie succesvolle ondernemingen. Zo startte hij samen met een partner in 1968 een stratenmakersbedrijf en een postorderbedrijf voor bodybuildersbenodigdheden.
- Hij was mede-eigenaar van de keten van Planet Hollywood-restaurants (samen met Demi Moore, Bruce Willis en Sylvester Stallone). Hij stootte zijn belangen in de keten in 2000 af.[7][8] Zijn vermogen wordt geschat op 100 tot 200 miljoen dollar.
- Schwarzenegger kocht in 1992 de eerste voor civiel gebruik bestemde Hummer, een voertuig dat tijdens de Eerste Golfoorlog in Irak onder George H.W. Bush regelmatig op de televisie was. De Hummer is impopulair onder milieugroeperingen vanwege zijn enorme omvang en dito benzineverbruik. Later, in 2004, liet Schwarzenegger een van zijn Hummers ombouwen zodat deze op waterstof zou kunnen rijden.[9]
- In 1997 werd het voetbalstadion in Graz omgedoopt in Arnold Schwarzenegger Stadion. In december 2005 werd Schwarzeneggers naam echter van de ene dag op de andere verwijderd. Politici uit Graz hadden laten weten dat ze het ongepast vonden om een stadion te noemen naar een voorvechter van de doodstraf. Schwarzenegger reageerde door de toestemming om zijn naam te gebruiken met onmiddellijke ingang in te trekken.
- Schwarzenegger heeft in zijn filmcarrière veel oneliners gebruikt. Een van zijn bekendste is I'll be back, een uitspraak van de door hem gespeelde Terminator (Schwarzenegger was voorstander van deze uitspraak. De regisseur James Cameron zijn voorkeur ging uit naar I will be back, maar daar ging Schwarzenegger niet mee akkoord . Een andere uitspraak, eveneens van de Terminator, is Hasta la vista, baby.
- De loopkeversoort Agra schwarzeneggeri uit Costa Rica is door de ontdekker, entomoloog Terry Erwin, naar Schwarzenegger vernoemd.